# 崔引安
崔引安（1917年—2007年），男，湖北武汉人，中国农业工程学家、教育家，曾任北京农业工程大学教授、博士生导师。